# Neoplatyura menieri
Neoplatyura menieri är en tvåvingeart som beskrevs av Loïc Matile 1982. Neoplatyura menieri ingår i släktet Neoplatyura och familjen platthornsmyggor.
Artens utbredningsområde är Guadeloupe. Inga underarter finns listade i Catalogue of Life.